# Сан-Луїс (Аризона)
Сан-Луїс (англ. San Luis) — місто (англ. city) в США, в окрузі Юма штату Аризона. Населення — 35 257 осіб (2020).

## Географія
Сан-Луїс розташований за координатами 32°29′11″ пн. ш. 114°43′27″ зх. д. / 32.48639° пн. ш. 114.72417° зх. д. (32.486434, -114.724142).  За даними Бюро перепису населення США в 2010 році місто мало площу 83,14 км², з яких 82,95 км² — суходіл та 0,19 км² — водойми. В 2017 році площа становила 88,56 км², з яких 88,37 км² — суходіл та 0,19 км² — водойми.

### Клімат
| Клімат : Сан-Луїс       | Клімат : Сан-Луїс | Клімат : Сан-Луїс | Клімат : Сан-Луїс | Клімат : Сан-Луїс | Клімат : Сан-Луїс | Клімат : Сан-Луїс | Клімат : Сан-Луїс | Клімат : Сан-Луїс | Клімат : Сан-Луїс | Клімат : Сан-Луїс | Клімат : Сан-Луїс | Клімат : Сан-Луїс | Клімат : Сан-Луїс |
| Показник                | Січ.              | Лют.              | Бер.              | Квіт.             | Трав.             | Черв.             | Лип.              | Серп.             | Вер.              | Жовт.             | Лист.             | Груд.             | Рік               |
| Абсолютний максимум, °C | 31,1              | 33,9              | 38,3              | 41,1              | 46,1              | 50,0              | 51,1              | 48,3              | 47,8              | 43,3              | 36,7              | 31,7              | 51,1              |
| Середній максимум, °C   | 21,1              | 22,8              | 26,1              | 30,0              | 34,4              | 38,9              | 41,1              | 40,6              | 38,3              | 32,2              | 25,0              | 20,0              | 30,9              |
| Середній мінімум, °C    | 5,6               | 6,1               | 8,9               | 11,7              | 15,6              | 20,0              | 24,4              | 25,6              | 22,2              | 15,0              | 8,9               | 5,0               | 14,1              |
| Абсолютний мінімум, °C  | −7,2              | −6,1              | −2,8              | 1,1               | 1,7               | 10,0              | 13,3              | 11,1              | 6,1               | 0,6               | −3,3              | −5                | −7,2              |
| Норма опадів, мм        | 10                | 9                 | 8                 | 3                 | 2                 | 2                 | 12                | 10                | 11                | 5                 | 4                 | 18                | 94                |
| ----------------------- | ----------------- | ----------------- | ----------------- | ----------------- | ----------------- | ----------------- | ----------------- | ----------------- | ----------------- | ----------------- | ----------------- | ----------------- | ----------------- |
| Джерело: weather.com    |                   |                   |                   |                   |                   |                   |                   |                   |                   |                   |                   |                   |                   |

## Демографія
Згідно з переписом 2010 року, у місті мешкало 25 505 осіб у 5953 домогосподарствах у складі 5528 родин. Густота населення становила 307 осіб/км².  Було 6525 помешкань (78/км²).
Расовий склад населення:
| - 63,2 % — білих - 0,5 % — корінних американців - 0,3 % — чорних або афроамериканців - 0,2 % — азіатів - 0,1 % — вихідців з тихоокеанських островів - 32,9 % — осіб інших рас |

До двох чи більше рас належало 2,8 %. Частка іспаномовних становила 98,7 % від усіх жителів.
За віковим діапазоном населення розподілялося таким чином: 36,9 % — особи молодші 18 років, 57,2 % — особи у віці 18—64 років, 5,9 % — особи у віці 65 років та старші. Медіана віку мешканця становила 25,5 року. На 100 осіб жіночої статі у місті припадало 98,1 чоловіків;  на 100 жінок у віці від 18 років та старших — 94,1 чоловіків також старших 18 років.
Середній дохід на одне домашнє господарство  становив 36 868 доларів США (медіана — 30 637), а середній дохід на одну сім'ю — 38 215 доларів (медіана — 31 608). Медіана доходів становила 26 441 долар для чоловіків та 25 453 долари для жінок. За межею бідності перебувало 30,2 % осіб, у тому числі 39,7 % дітей у віці до 18 років та 28,5 % осіб у віці 65 років та старших.
Цивільне працевлаштоване населення становило 10 068 осіб. Основні галузі зайнятості: сільське господарство, лісництво, риболовля — 24,3 %, освіта, охорона здоров'я та соціальна допомога — 16,6 %, роздрібна торгівля — 13,4 %.